# 2704 Julian Loewe
2704 Julian Loewe је астероид главног астероидног појаса са средњом удаљеношћу од Сунца која износи 2,384 астрономских јединица (АЈ).
Апсолутна магнитуда астероида је 13,2.